# Половая неприкосновенность
Полова́я неприкоснове́нность лица, не достигшего 16-летнего возраста — составная часть личной неприкосновенности, охраняющая человека от любых противоправных сексуальных посягательств.
Половая неприкосновенность — правовая защищённость от сексуального посягательства, полный запрет на совершение действий сексуального характера в отношении другого лица. Данное понятие применимо только к лицам, не достигшим 16 лет.
Половая неприкосновенность касается, в первую очередь, несовершеннолетних, поскольку недопустимо тлетворное влияние взрослых (посредством развратных действий, насильственных действий сексуального характера и т. д.) на несформировавшееся мировоззрение и психику детей.
Половая свобода и половая неприкосновенность являются частью гарантированных Конституцией РФ прав и свобод личности: «Каждый имеет право на свободу и личную неприкосновенность», в том числе и на такие элементы свободы и неприкосновенности, которые затрагивают половую сферу человека. Отдельные посягательства на эту сферу запрещены УК РФ и обозначаются специалистами как половые преступления.

## Термин
На 2011 год ни действующее законодательство, ни судебная практика не предлагают разъяснений относительно того, что следует понимать под половой свободой и половой неприкосновенностью, и, следовательно, отказываются от легального толкования этих весьма важных социально-правовых категорий.
По вопросу половой неприкосновенности личности нет единого мнения, но подавляющим большинством авторов она указывается применительно к половой сфере несовершеннолетних. Так, «под ней <…> подразумевается моральный и правовой запрет вступать в половые отношения с лицом, не обладающим половой свободой, из-за неспособности таких лиц понимать значение и последствия совершаемых в отношении них сексуальных действий или руководить своими поступками в половой сфере».

## В законодательстве России
В России законом защищена половая неприкосновенность детей и подростков до 16 лет. За посягательство на половую неприкосновенность установлена уголовная ответственность, в качестве максимального наказания — лишение свободы на срок до 20 лет, а при отягчающих обстоятельствах в случае посягательства на сексуальную неприкосновенность лица, не достигшего 14-летнего возраста, — пожизненное лишение свободы.
В отличие от ранее действовавшего УК РСФСР «четкое указание в ст. 134 УК РФ на возраст потерпевшей означает, что для установления состава преступления не требуется определения экспертным путем степени полового развития (половой зрелости) подростка. Не имеет значения ни степень развития его половых органов, ни способность к совокуплению, зачатию, вынашиванию плода, родоразрешению и вскармливанию».
Согласно ст. 69 СК РФ родители (один из них) могут быть лишены родительских прав, если они жестоко обращаются с детьми, в том числе покушаются на их половую неприкосновенность.